# 프리오제르스크

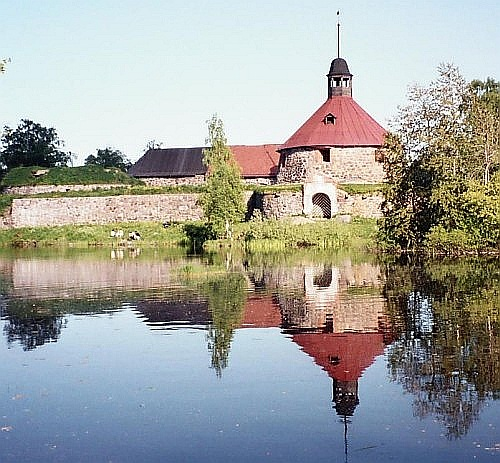
코렐라 요새

프리오제르스크(러시아어: Приозе́рск, 핀란드어: Käkisalmi 캐키살미[*], 스웨덴어: Kexholm 켁스홀름[*])는 러시아 레닌그라드주 남서부에 위치한 도시로, 인구는 20,506명(2002년 기준)이다. 라도가호와 접한다.
중세 시대 때 코렐라 요새가 건설되면서 신설되었으며 1940년 모스크바 평화 조약 체결 때 핀란드가 소비에트 연방에 할양했다. 1948년 지금과 같은 이름으로 변경되었다.